# أوي ميازاكي
أوي ميازاكي (باليابانية: 宮﨑 あおい Miyazaki Aoi) (ولدت في 30 نوفمبر 1985) هي ممثلة يابانية وأخت للممثل ماسارو ميازاكي، وزوجة جونيتشي أوكادا.

## أدواره في الأنمي

### أفلام أنمي
- أطفال الذئب - هانا
- الصبي والوحش - رين
- كلرفل - شوكو سانو

## وصلات خارجية
أوي ميازاكي على موقع IMDb (الإنجليزية)
- أوي ميازاكي على موقع روتن توميتوز (الإنجليزية)
- أوي ميازاكي على موقع ألو سيني (الفرنسية)
- أوي ميازاكي على موقع ميوزك برينز (الإنجليزية)
- أوي ميازاكي على موقع تيرنر كلاسيك موفيز (الإنجليزية)
- أوي ميازاكي على موقع أول موفي (الإنجليزية)
- أوي ميازاكي على موقع قاعدة بيانات الأفلام السويدية (السويدية)
- أوي ميازاكي على موقع قاعدة بيانات الفيلم (الإنجليزية)
- أوي ميازاكي على موقع كينوبويسك (الروسية)
- أوي ميازاكي على موقع ANN person (الإنجليزية)